# Jack Clarke (Rennfahrer)

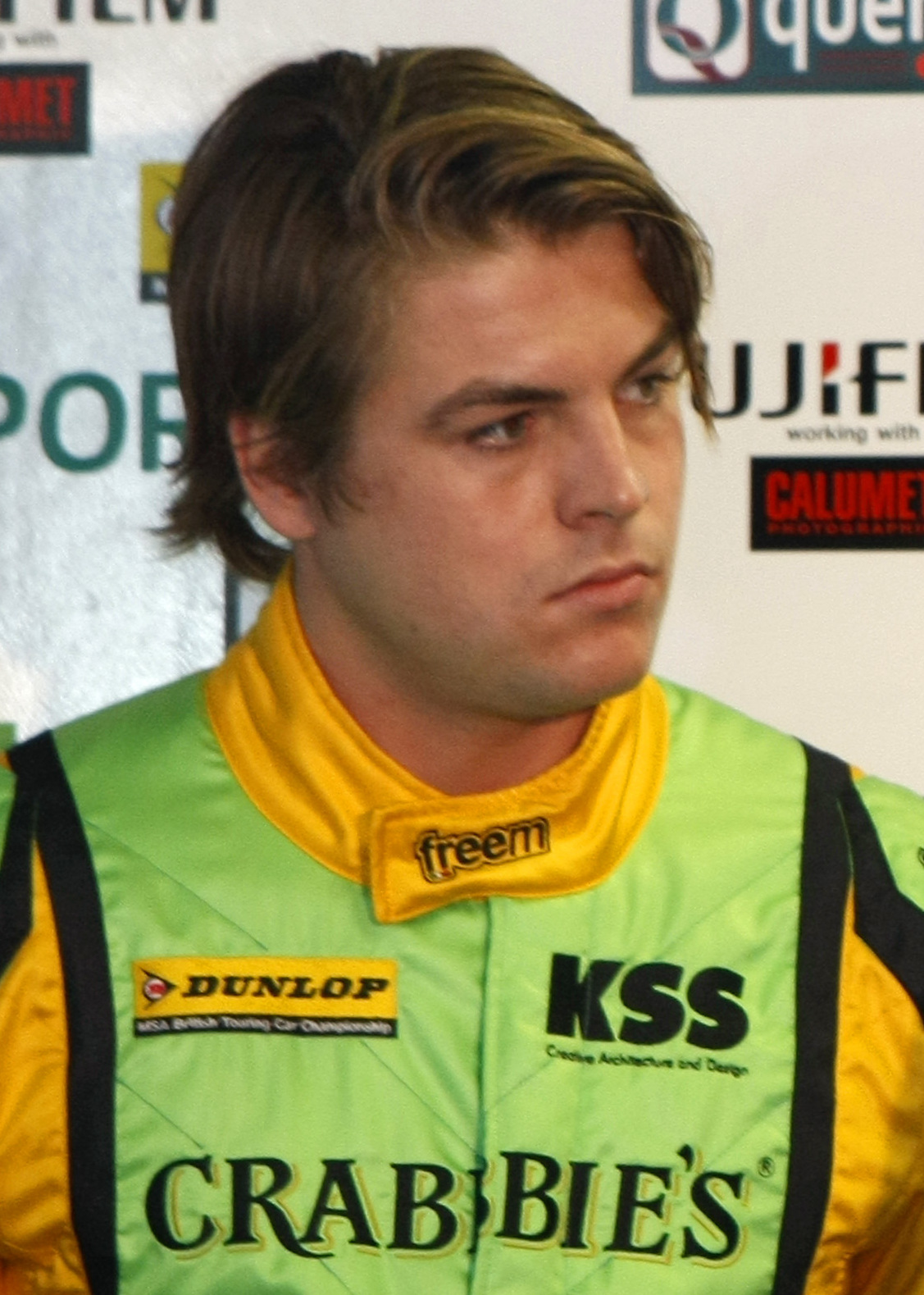
Jack Clarke 2014

Jack Clarke (* 1. März 1988 in Effingham (Surrey)) ist ein ehemaliger britischer Automobilrennfahrer. Er trat von 2009 bis 2011 in der Formel 2 an. Clarke ist der Stiefsohn des ehemaligen Formel-1-Rennfahrers Julian Bailey.

## Karriere
Im Gegensatz zu den meisten Motorsportlern begann Clarke seine Karriere nicht im Kartsport, sondern trat 2006 direkt im Formelsport in der britischen Formel BMW an und beendete seine Debütsaison auf dem 22. Gesamtrang. 2007 wechselte er in die Formel Palmer Audi, in der er mit zwei Siegen den vierten Gesamtrang belegte. Außerdem wurde er Dritter der Herbstmeisterschaft der Formel Palmer Audi. 2008 blieb der Brite in der Formel Palmer Audi. Er gewann erneut zwei Rennen und belegte in dieser Saison den fünften Platz in der Meisterschaft. In der Herbstmeisterschaft der Formel Palmer Audi wurde er dieses Jahr Vierter.
2009 wechselte Clarke in die wiederbelebte Formel 2. In Brands Hatch war er in einen traurigen Zwischenfall verwickelt: Ausgangs der Westfield verlor Clarke die Kontrolle über sein Auto und drehte sich in die Streckenbegrenzung. Bei dem Aufprall löste sich ein Rad von seinem Wagen, das zurück auf die Strecke sprang. Nachdem einige Fahrer hatten ausweichen können, traf das Rad Henry Surtees am Helm. Surtees verlor sofort das Bewusstsein und schlug in der nächsten Kurve in die Streckenbegrenzung ein. Am Abend starb er in einem Krankenhaus. Am Saisonende belegte Clarke mit einem fünften Platz als bestem Ergebnis den 18. Gesamtrang. 2010 blieb er in der Formel 2 und belegte mit zwei zweiten Plätzen als beste Ergebnisse den neunten Platz im Gesamtklassement. 2011 absolvierte Clarke seine dritte Saison in der Formel 2. In Brands Hatch erzielte er seinen ersten Formel-2-Sieg. In der Gesamtwertung verbesserte er sich auf den siebten Rang.
Clarke ist Mitgründer von Veloce.

## Persönliches
Clarke ist der Stiefsohn des britischen Rennfahrers Julian Bailey, der unter anderem in der Formel 1 fuhr.

## Statistik

### Karrierestationen
| - 2006: Britische Formel BMW (Platz 22) - 2007: Formel Palmer Audi (Platz 4) | - 2008: Formel Palmer Audi (Platz 5) - 2009: Formel 2 (Platz 18) | - 2010: Formel 2 (Platz 9) - 2011: Formel 2 (Platz 7) - 2014: British Touring Car Championship (Platz 19) |

### Einzelergebnisse in der FIA-Langstrecken-Weltmeisterschaft
| Saison | Team                  | Rennwagen | 1   | 2   | 3   | 4   | 5   | 6   | 7   | 8   |
| ------ | --------------------- | --------- | --- | --- | --- | --- | --- | --- | --- | --- |
| 2012   | Boutsen Ginion Racing | Oreca 03  | SEB | SPA | LEM | SIL | SAO | BAH | FUJ | SHA |
| 2012   | Boutsen Ginion Racing | Oreca 03  | 13  |     |     |     |     |     |     |     |